# Capulana

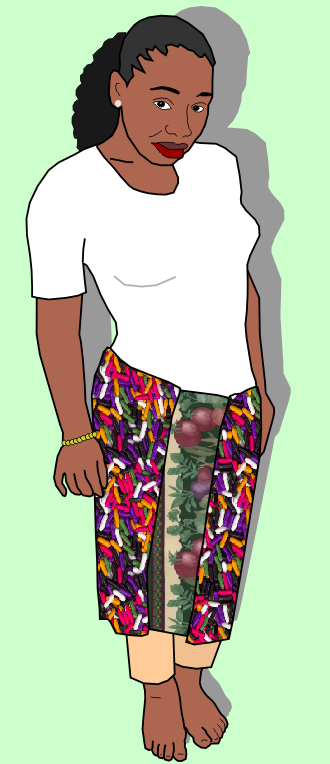
Dibujo que representa a una mujer con falda capulana

El término Capulana (origen tsonga), acuñado principalmente en Mozambique, se utiliza para referirse a una tela que, tradicionalmente, es utilizada por las mujeres para rodear el cuerpo, y en ocasiones la cabeza, sirviendo también de falda, y también puede cubrir el tronco. Su uso va además mucho más allá de la moda: las mujeres utilizan la tela para llevar a sus hijos a la espalda, para llevar bultos, para numerosas funciones, como toallas, cortinas, manteles, etc.
Más allá de ser una pieza de tela de colores, está cargada de historia, lo que genera encanto y curiosidad allá donde va. Apareció en el continente asiático y, a través del comercio, llegó a Mozambique. La documentación histórica indica que la capulana llegó a África por primera vez en los siglos IX al X, dentro del ámbito del comercio entre árabes, persas y pueblos que vivían a lo largo de la costa. Inicialmente apareció como moneda de cambio entre pueblos, y solo los monarcas la usaban como símbolo de representación del poder. De esta manera, la capulana no surge como una cuestión de pura moda, al contrario: surge como un instrumento para legitimar el poder.
Hoy es usada ampliamente en todo el país y se distribuye a través de vendedores ambulantes, aunque existen tiendas especializadas en la venta de estas telas. La riqueza y variedad de colores y motivos es una característica de la riqueza cultural del país.

## Capulana en los medios
Inmortalizada en la literatura de Marcelo Panguana (Las voces que hablan de la verdad, p. 30), el 3 de junio de 2006 se convirtió en objeto de un libro titulado À Volta de Capulana, lanzado en el Instituto Camões, ocasión en la que el fotógrafo Sérgio Santimano expuso sus imágenes de este colorido y variado accesorio.
Fue el tema del programa de televisión brasileño Fantástico, donde la actriz Regina Casé utilizó una capulana para conocer las periferias de la capital mozambiqueña; fue proyectada el 3 de septiembre de 2006.